# Shari Arison
Shari Arison ( hébreu : שרי אריסון ) née le 9 septembre 1957 aux États-Unis) est une femme d'affaires et philanthrope israélienne, ainsi que la femme la plus riche d'Israël. Elle possède Arison Investments, qui comprend plusieurs sociétés commerciales, et The Ted Arison Family Foundation, qui comprend plusieurs organisations caritatives qui fonctionnent comme des filiales. Elle a été actionnaire majoritaire de la Banque Hapoalim pendant 21 ans, mais a cessé de l'être après la vente d'une partie de ses actions en novembre 2018. Elle a également été propriétaire de Shikun & Binui pendant 22 ans, vendue au Saidoff Group le 6 août 2018.
En 2007, selon Forbes, elle était la femme la plus riche du Moyen-Orient et la seule femme à figurer parmi les 20 personnes les plus riches de la région,. En juillet 2020, Forbes estimait sa fortune à 3,8 milliards de dollars américains, faisant d'elle la 590e personne la plus riche du monde et la quatrième en Israël.

## Biographie
Shari Arison est née à New York dans la famille de Ted et Mina Arison. Le père de Shari, l'homme d'affaires israélo-américain Ted Arison, a épousé sa mère, Mina Wasserman, qui a immigré en Israël depuis la Roumanie en 1948. Son frère aîné, Micky, né en 1949, est actuel propriétaire de Carnival corporation & plc. Leur famille a déménagé à New York en 1954 et en 1966, les parents de Shari ont divorcé après avoir déménagé à Miami, en Floride.
Après le divorce de ses parents, Arison a fait des allers-retours entre Israël et Miami et dit qu'elle se sentait souvent déplacée, déchirée entre les mondes. Elle a rejoint l'Armée de défense israélienne à 17 ans, puis est revenue à Miami depuis 16 ans, a fréquenté l’université de Miami Dade mais n’a pas obtenu son diplôme, a épousée son premier mari et a eu trois enfants et a créé la fondation avec son père. Elle a toujours une maison à Miami.
Lorsque son père Ted Arison est décédé en 1999, qui aurait été le juif le plus riche du monde, il lui a laissé 35% de sa fortune.
En 2003, elle a été la cible de protestations après le licenciement de 900 travailleurs de la Bank Hapoalim.
En mars 2009, Arison a parrainé la troisième journée internationale annuelle du volontariat Good Deeds Day en Israël, au cours de laquelle son organisation à but non lucratif Ruach Tova a inspiré des milliers d'Israéliens à faire du bénévolat dans tout le pays. Dans le cadre de l'événement qui a eu lieu près de Tel-Aviv, l'Orchestre des jeunes palestiniens a réalisé un concert d'une heure en l'honneur des survivants du Shoah. Ils ont joué des mélodies arabes classiques et des chansons de paix, mais au retour du groupe à Djénine, les autorités arabes locales ont condamné la chef d'orchestre pour son "exploitation des enfants à des fins politiques". L'événement a attiré l'attention des médias du monde entier,,. Après le concert pour célébrer le Good Deeds Day, la chef d'orchestre a été expulsée de sa ville natale de Jénine.
En 2010, Arison reçoit le prix Partenaires pour la démocratie de l'American-Israel Friendship League (AIFL) pour sa contribution aux économies d'Israël et des États-Unis. L'ancien président américain Bill Clinton est parmi ceux qui félicitent Shari Arison pour avoir reçu le prix. Dans une salutation enregistrée sur vidéo, Clinton a déclaré: "Shari, ce soir, nous vous honorons tous ... Votre travail a eu un impact sur le monde d'une manière profondément positive, touchant des vies partout ... Merci pour tout ce que vous avez fait - merci pour tout vous continuez à faire. Vous méritez ce prix."